# Grillo (vitigno)
Il Grillo è un vitigno a bacca bianca da mosto presente soprattutto in Sicilia occidentale ed in particolare nella zona di Marsala. È utilizzato in purezza per la produzione di alcuni DOC della provincia di Trapani.

## Il vitigno
È un vitigno autoctono a bacca bianca che presenta acini medio grandi di colore giallo e sferici. L'impianto era tradizionalmente ad alberello, mentre oggi è realizzato con spalliera bassa. Il raccolto è normalmente abbondante, ma non tutti i terreni sono adatti a questo vitigno che ha la particolarità di avere un grado zuccherino molto più elevato rispetto alle altre uve bianche, oltre a particolari proprietà organolettiche.

## Uso
La varietà Grillo è stata per secoli molto coltivata del territorio marsalese e ha particolare importanza nella produzione del vino marsala del quale è uno dei vitigni più utilizzati, spesso insieme all'Inzolia e al Catarratto. Ma il vino Marsala migliore viene ottenuto proprio da uve Grillo (il vitigno è il risultato di un incrocio fra zibibbo e catarratto allo scopo di creare un’uva adatta a produrre un Marsala più ricco e aromatico). Nel marsalese a seconda delle zone di produzione, ogni vino ottenuto da uve Grillo presenta caratteristiche organolettiche diverse: le aree di conclamata qualità sono la contrada petrosilena di Triglia Scaletta, Favarotta, Spagnola, Birgi.
Caratteristica del Grillo è la sua vocazione a diventare vino di alto grado alcolico, superando talvolta la gradazione di 15/16 °C.
Altra vocazione insolita per un vino bianco è quella di essere ottimo come vino invecchiato, per anni, decenni, o secoli. 
Oltre che per il Marsala, il vitigno può essere vinificato in purezza con l'ausilio della criomacerazione, grazie alla quale è in grado di dare vini di grande spessore organolettico, sapidi, profumati, e soprattutto con un buon potenziale di longevità, superiore a tutti i bianchi siciliani, ad eccezione di quelli dell'Etna. 
Trattandosi di una varietà giovane, è molto attiva la fase di ricerca e sperimentazione. il vitigno si presta a essere plasmato dal clima, dai suoli, dalla gestione della vigna e dalle pratiche di cantina. Il risultato è un vino ricco di molte anime, sfaccettature e contrasti, che risiedono proprio nell’irrisolta tensione espressiva tra i suoi elementi: acidità e ricca dolcezza del frutto. Sono proprio queste le caratteristiche del suo crescente successo fino ad averlo fatto diventare il bianco più interessante dell’attuale panorama del vino siciliano.